# Saliji Qingannan Kuqin
Saliji Qingannan Kuqin är en sjö i Kina. Den ligger i den autonoma regionen Xinjiang, i den nordvästra delen av landet, omkring 1 200 kilometer sydväst om regionhuvudstaden Ürümqi. Saliji Qingannan Kuqin ligger 5 187 meter över havet. Arean är 51 kvadratkilometer. Trakten runt Saliji Qingannan Kuqin är ofruktbar med lite eller ingen växtlighet. Den sträcker sig 10,0 kilometer i nord-sydlig riktning, och 7,3 kilometer i öst-västlig riktning.
Genomsnittlig årsnederbörd är 259 millimeter. Den regnigaste månaden är september, med i genomsnitt 55 mm nederbörd, och den torraste är november, med 1 mm nederbörd.